# Schloss Lauterbach (Neukirchen)

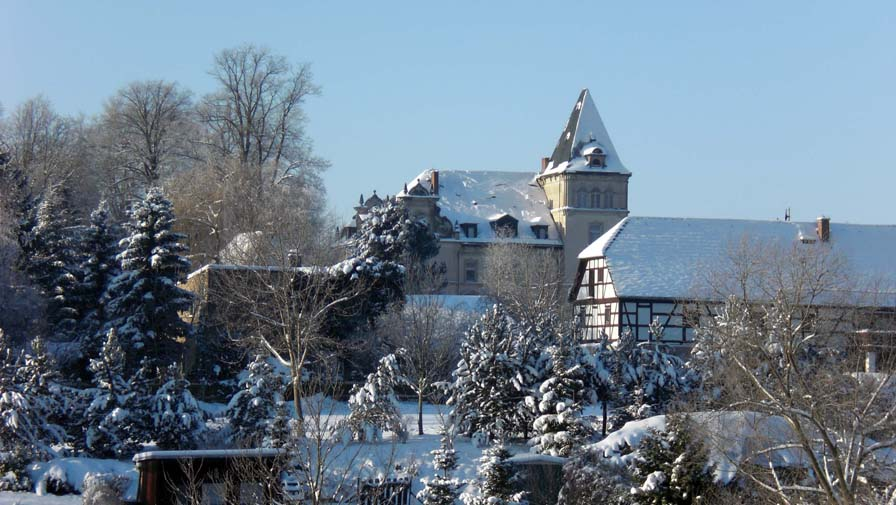
Schloss Lauterbach, Blick durch das Rittergut, 2008/2009

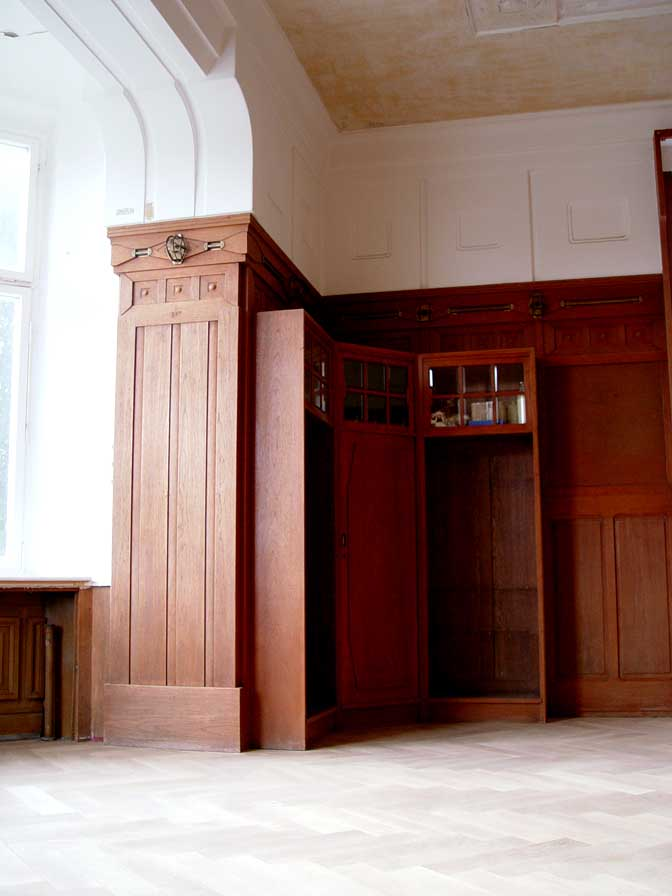
Salon Schloss Lauterbach

Schloss Lauterbach, 2011

Das Schloss Lauterbach liegt in der Ortschaft Lauterbach, einem Ortsteil der Gemeinde Neukirchen/Pleiße, auf einer nach Südosten hin abfallenden Hügelfläche, zwischen Neukirchen und Zwickau.
Es wurde 1884 im Neo-Renaissance-Stil als Herrensitz des Ritterguts Lauterbach erbaut. In den Jahren 1907 bis 1909 erfuhr der Innenraum seine größte und zugleich bedeutendste Umgestaltung zum Jugendstil, die das Schloss aus der Klasse historistischer Herrensitze in den Rang eines überregional bemerkenswerten Kulturdenkmales erhob.
Diese Bedeutung verdankt das Objekt den Entwürfen des belgischen Architekten und Gestalters Henry van de Velde, der durch seine Arbeit als Leiter der Großherzoglichen Kunstgewerbeschule Weimar und als künstlerischer Berater für Industrie und Kunsthandwerk des Großherzogtums Sachsen internationale Wertschätzung errang. Bis 1945 war das Schloss im Besitz der Familie Esche.
Einige der von Henry van de Velde gestalteten herrschaftlichen Räume und Einbauten des Schlosses sind in der Originalsubstanz weitgehend unbeschädigt erhalten. 
Das Schloss wird von einem kleinen Park (ca. 7.000 m²) mit Baumbestand aus der Bauzeit und Grünanlagen umschlossen und ist Bestandteil der „Henry-van-de-Velde-Route“.
Seit 2004 befindet sich das Bauwerk in Privatbesitz. Zurzeit wird es saniert.